# Masdevallia angulata
Masdevallia angulata es una especie de orquídea epífita originaria del sur de Colombia a Ecuador.

## Descripción
Es una orquídea de pequeño tamaño que prefiere el clima cálido al frío, es de hábitos epífitas a veces, litófitas, con un tallo  macizo, fuerte, erguido, de color púrpura envuelto basalmente de 2 a 3 vainas tubulares con una sola hoja apical, erecta, coriácea, oblongo-obovada, obtusa, redondeada con el pecíolo grueso canalizado. Florece  en una delgada inflorescencia , suberecta a descendente 2,5 a 6 cm de largo, con flores individuales derivada de la parte baja del tallo, con brácteas florales que llevan una flor grande, carnosa, de mal olor, de larga duración, de color variable que aparece muy por debajo de la hoja. La floración se produce en el otoño hasta fines de invierno.

## Distribución y hábitat
Es originaria del  sur de Colombia y el noroccidente del Ecuador donde se encuentra en los bosques húmedos de montaña o en terraplenes escarpados en alturas de 600 a 2600  metros

## Etimología
Su nombre significa la  Masdevallia de  ángulo agudo (donde se refiere al mentón del tubo formado por los sépalos).

## Sinonimia
- Byrsella angulata (Rchb.f.) Luer 2006
- Masdevallia burfordiensis O'Brien 1903[1][2]